# Типи велосипедів
Цей список дає огляд різних типів велосипедів, класифікованих за різними критеріями: 
функціями (перегонні, прогулянкові тощо), кількістю їздців (один, два або більше), будовою або типом рами (прямі, складані тощо), кількістю і типом передач (одношвидкісні, з перемикачем швидкостей тощо), видами спорту (гірські велосипеди, BMX, тріатлон тощо), типом приводу (мускульний, моторний тощо), а також за розташуванням їздця (сидяче, лежаче тощо). Список також включає різні специфічні типи, такі як велотаксі, велорикші та клоунські велосипеди. Категорії не є взаємовиключними: велосипед певного типу може належати до кількох категорій одночасно.

## За призначенням
Основними категоріями велосипедів по відношенню до їх призначення є:

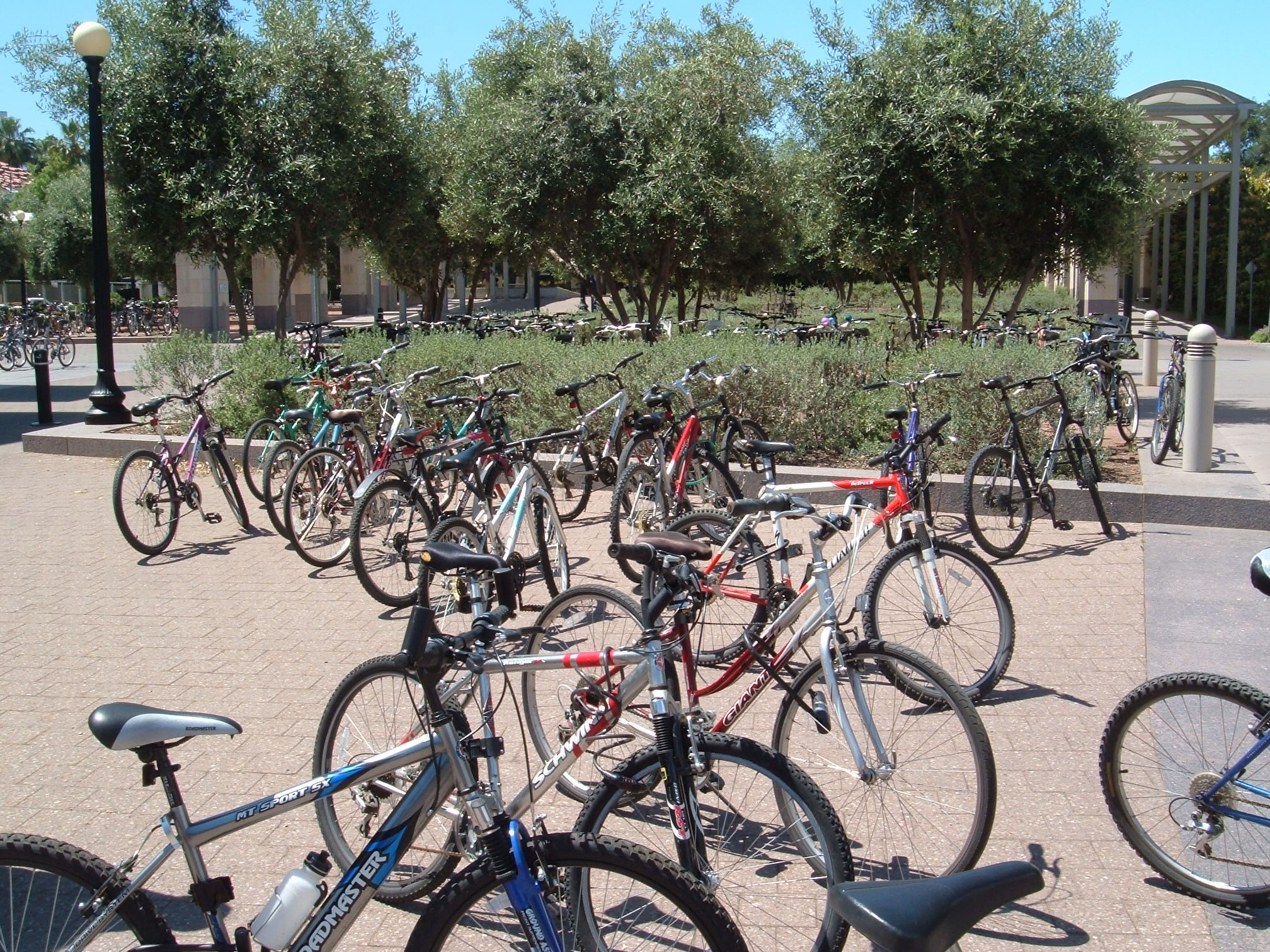
Велосипеди, припарковані біля будівлі академічного Стенфордського університету

- Дорожні велосипеди (інша назва — сітібайки, англ. citybike) призначені для поїздок на роботу, в магазини і прогулянок. У них середня або велика вага рами і шин, одна передача або планетарний механізм перемикання швидкостей. Щоб зберегти їздця в чистоті, такий велосипед обладнується повними переднім і заднім крилами, захистом ланцюга. Для того, щоб зробити велосипед більш корисним в якості приміського транспортного засобу, він часто забезпечується кошиком. Посадка варіюється від прямої до дуже прямої.

- Гірські велосипеди (інша назва — маунтинбайки, англ. mountainbike, MTB) призначені для позашляхової їзди, і включають в себе інші типи позашляхових велосипедів, такі як крос-кантрі (наприклад, «XC»), даунхіл, фрирайд. Всі гірські велосипеди мають дуже міцні рами і колеса, широкі шини з високим протектором, і посиленим кермом, щоб допомогти їздцю протистояти раптовій трясці. Як правило, гірські велосипеди мають амортизатори різних типів (пружинні, пневматичні, або газові пружини), і гідравлічні або механічні дискові гальма. Діапазон швидкостей на гірському велосипеді дуже широкий, від дуже низького до середнього співвідношення, і, як правило, від 16 до 30 передач.

- Гревел (gravel bike) — гравійний велосипед. Цей тип 2-колісних транспортних засобі призначений для пересування по дорогах низької якості та ґрунтових, покриттю з мілкої фракції щебеню та сільській місцевості. Модифікація циклокроссового велосипеда, його називають всюдиходом серед велобайків. Характерні особливості:
  - високе і компактне кермо конструкції «‎баран». Завдяки цьому досягається зручне керування в різних умовах і зменшується навантаження на руки та спину;
  - дискові гальма;
  - міцна та легка рама з гібридною геометрією (шосейний та МТБ);
  - дуті колеса, широкі шини (від 35 мм) забезпечують хороший рівень амортизації під час катання та керованість на поворотах;
  - короткий хід підвіски;
  - широкий зазор між рамою та вилками;
  - невелика вага.  Це універсальний та зручний тип велосипедів, що дозволяє щоденно пересуватися на великі відстані в умовах міста і на бездоріжжі.

- Шосейні велосипеди (інша назва — роудбайк, англ. roadbike) призначені для швидкості та змагань з шосейного велоспорту. У них легкі рами і компоненти з мінімальною кількістю аксесуарів, низьким кермом, щоб забезпечити потужну і аеродинамічну посадку, вузькі шини високого тиску для мінімального опору коченню і кілька передач. Шосейні велосипеди мають відносно вузький діапазон передач, який, як правило, варіюється від середнього до дуже високого співвідношення, розподіленого по 18, 20, 27 або 30 передач. Більш близькі передавальні числа дозволяють гонщикам вибирати передачу, яка дозволить їм їхати на оптимальній частоті педалювання для максимальної ефективності.
- Трекові велосипеди призначені для їзди по відкритих або закритих велотреках, виключно прості порівняно з шосейними велосипедами. У них є одне передавальне число, фіксована трансмісія (тобто без муфти вільного ходу), відсутні гальма, і мінімальна кількість інших компонентів, які інакше зараховували б велосипед до шосейних.
- Кур'єрські велосипеди, як правило, використовуються для термінового доставлення листів та дрібних пакетів між підприємствами у великих містах з сильно перевантаженим рухом. Хоча може використовуватися будь-який тип велосипеда, велокур'єри найчастіше (особливо в США) використовують трекові велосипеди з фіксованою або одношвидкісною передачею.

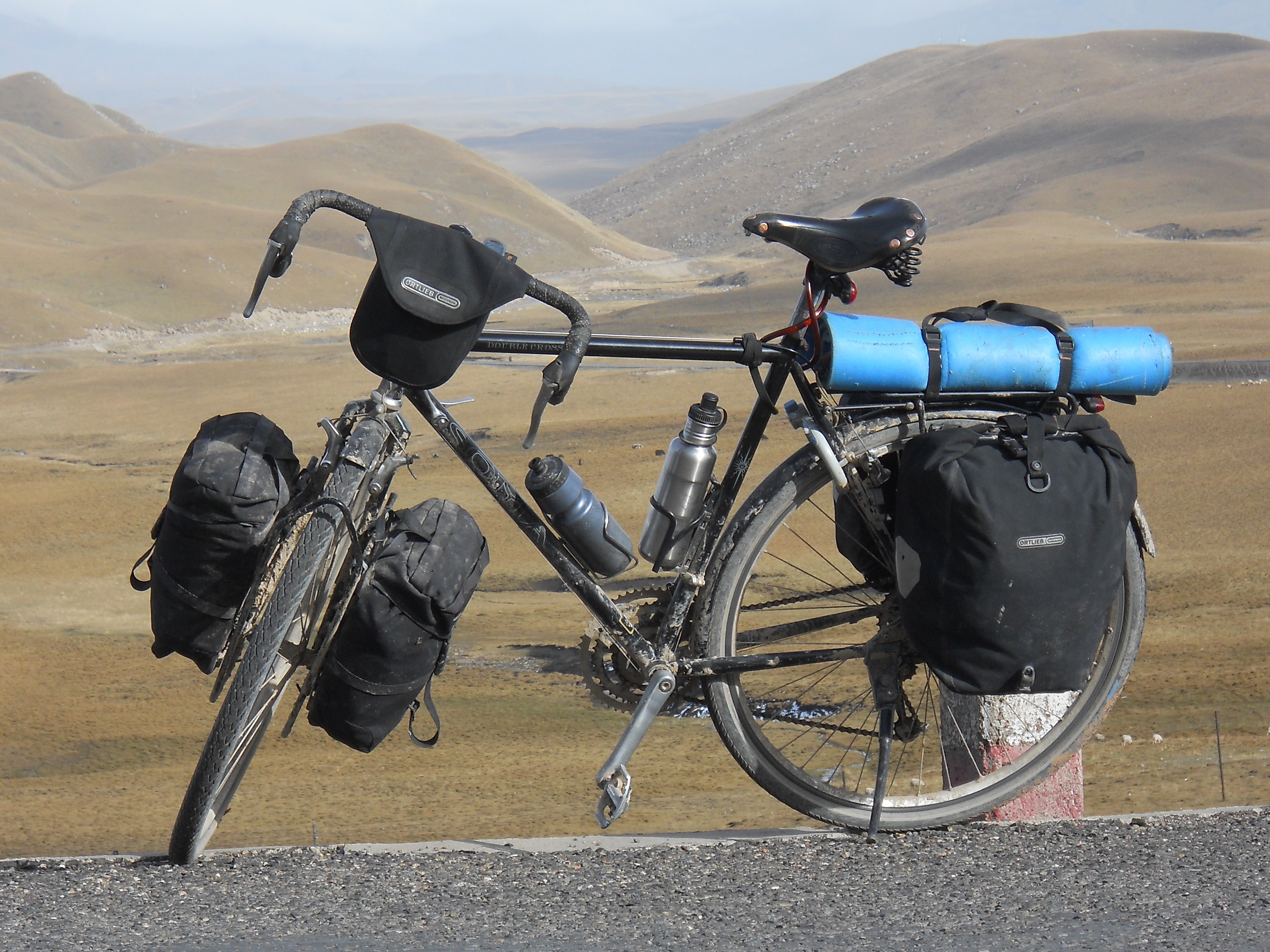
Сучасний туристичний велосипед, з обладнанням та багажем

- Туристичні велосипеди (інша назва — туринги, англ. touring) призначені для велотуризму і тривалих поїздок. Вони міцні і зручні, здатні перевозити багаж, а також мають широкий діапазон передач. Цей тип велосипеда є компромісом між дорожнім і шосейними велосипедами.

## За кількістю коліс
- Моноцикл — одне колесо (1)
- Біцикл, (фр. bicycle) — два колеса (2)
- Трицикл (англ. trike) — три колеса (3)
- Квадроцикл — чотири колеса (4)

## Розмір коліс
- 39"[1]
- 36"[1]
- 32"[1]
- 29"
- 28"
- 27,5"
- 27"
- 26"
- 24"
- 20"
- 18"
- 16"
- 14"
- 12"
- 6"[2]

## Положення тіла людини
- Лігерад
- Класичні (положення сидячи)

## Підвіска
- Ригід (англ. rigid) — без амортизаторів.
- Хардтейл (англ. hardtail) — з одним переднім амортизатором.
- Двопідвіс — з амортизаторами спереду і ззаду.

## Матеріал рам
- Легована сталь — CrMo або інші види легованих сталей
- Алюмінієвий сплав — термічно оброблений сплав алюмінію (понад 90 %) з добавками магнію, кремнію або цинку
- Карбон — вуглепластик (вуглецеві нитки, сплетені в епоксидній смолі)
- Титан — легкий, міцний, стійкий до корозії, але при обробці, робота з металом технологічно складна
- Інші матеріали

## Розмір рам
- 9"
- 10"
- 11"
- 12,5"
- 13"
- 13,5"
- 14"
- 15"
- 16"
- 17"
- 18"
- 19"
- 20"
- 21"
- 22"
- 23"
- 24"[3][4]

Цікавим є факт, що для гірських типів велосипедів розмір рами позначать непарними числами (13",15", 17"…), а для туристичних/міських — парними (14", 16", 18", …), при цьому пара парне-непарне число (наприклад 13" та 14") рами є практично однакового розміру (висоти).

## За типом привода
- Ланцюговий привод — найбільш поширений вид приводу, відрізняється надійністю і легкістю обслуговування.
- Вальний привод — велосипед, у якому педалі обертають колеса за допомогою вала із зубчастою передачею.
- Ремінний привод — у якому педалі крутять колеса через ремінну (пасову) передачу.